# За Перекопом є земля
«За Перекопом є земля» — роман Анастасії Левкової, який охоплює історію Кримського півострова з давніх часів до 90-х років і аж до анексії Криму Росією. Опублікований у видавництві «Лабораторія» у травні 2023 року.
Кримський роман став бестселером видавництва Лабораторія із загальним накладом понад 50 тисяч примірників (станом на 2024 рік), а також увійшов до короткого списку Книги року ВВС-2023 і отримав приз читацьких симпатій Премії книжкових блогерів на фестивалі «Книжкова Країна». Книга потрапила у список Найкращих книжок 2023 року за версією ПЕН та у список найкращих українських книжок 21-го сторіччя від літературознавців і ведучих проєкту «Шалені авторки» Віри Агеєвої і Ростислава Семківа.
У 2024 році роман вийшов друком у словацькому видавництві Dajama в перекладі Ондрея Губінського (Ondrej Hubinský), який стажувався в Київському державному університеті імені Тараса Шевченка під час навчання в університеті в Братиславі, в основному займається письмовим та усним перекладами з української мови.

## Анотація
У романі переплелися кримськотатарська культура, українська література і родинні таємниці. Разом з головною героїнею і її подругами киримли Аліє й українкою Альоною читач проходить довгий шлях від дитинства дівчат аж до анексії Криму Росією.
Серед кримчан побутує приказка: «За Перекопом землі немає», мовляв, байдуже, що діється за перешийком, на материку. Роман Анастасії Левкової показує, що земля є з обох сторін Перекопу. Тільки варто її пізнати і зшити — відкрити материк для Криму, а Крим для материка.
Анастасія Левкова працювала над книжкою понад 10 років — з 2012 року. Для того, щоб написати роман авторка провела більш ніж 200 розмов із 50 мешканцями Кримського півострова.